# コティド県

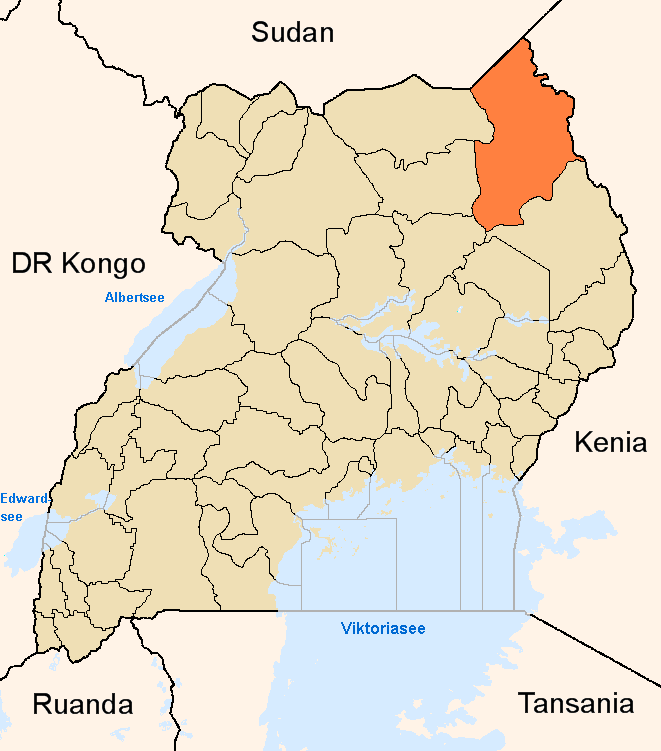
2001年から2005年のコティド県、中南部がコティド県

コティド県 (コティドけん、Kotido District) はウガンダの東北部地域にあるカラモジャ地方の東北にある県。1971年に北カラモジャ県として設置され、1979年に改名された。ジエ、ドドス、ラブウォルの3郡が置かれていたが、2005年7月1日に北部のドドス郡がカボング県に、2006年7月1日に南西部のラブウォル郡がアビム県に分割された。コティド市を含め6つの副郡に28の教区が置かれている。2002年の国勢調査人口は 157,765 人。主な住民はカラモジョン系のジエである。知事に相当する第5地域議会 (LC5) 議長はポール・ロマニオ。遊牧民の間ではレイディングと呼ばれる家畜の奪い合いが行われ、ケニアからトゥルカナが越境してくる場合もある。

## 隣接する県
- カレンガ県
- カボング県
- モロト県
- ナパック県
- アビム県
- アガゴ県
- キトゥグム県

## 脚註
1. ↑  "Dodoth, Ik not facing extiction", New Vision, 12 December, 2008.
2. ↑  Joseph Wanzusi, "Kenyans raid 70 cattle in Kotido", New Vision, 3 December, 2008.